# Nioårskriget
Nioårskriget kan även syfta på pfalziska tronföljdskriget (1688–1697).
Nioårskriget var ett krig på Irland 1594–1603 mellan de irländska hövdingarna Hugh O'Neill och Hugh Roe O'Donnell med allierade mot den engelska regeringen på Irland, främst utkämpat i provinsen Ulster i norr. Kriget slutade med att de irländska ledarna erkände den engelska övermakten, men att de gengäld fick gå fria, mycket på grund av att England invecklats i krig i Spanska Nederländerna och inte hade råd att fortsätta krigföringen på Irland. 